# Beatrice Harrison
Beatrice Harrison (Roorkee, al nord-oest de l'Índia, 9 de desembre, 1892 - Regne Unit, 10 de març, 1965), va ser una violoncel·lista britànica activa a la primera meitat del segle xx. Va fer les primeres interpretacions de diverses obres angleses importants, especialment les de Frederick Delius, i va fer els primers enregistraments o enregistraments estàndard d'altres, especialment el primer enregistrament del concert per a violoncel d'Elgar el 1920 amb el compositor dirigint-la.

## Biografia
Formació primerenca

Beatrice Harrison va néixer en la família Harrison la qual es va traslladar a Anglaterra durant la seva infància i va estudiar al Royal College of Music de Londres, i després amb Hugo Becker, i a la "High School of Music" de Berlín. El 1910 va guanyar el Premi Mendelssohn i va debutar al "Bechstein Hall" de Berlín.
Una família musical

Beatrice era germana de May Harrison, violinista, alumne de Leopold Auer; Margaret, una pianista, però potser més coneguda com a creadora de "Irish Wolfhounds" i jutge d'exposició canina; i la mezzosoprano Monica. Com a la família de Mark Hambourg, aquesta va ser una en què els infants van ensenyar instruments separats perquè poguessin tocar en conjunt. May havia substituït una vegada Fritz Kreisler en un concert de Mendelssohn a Helsingfors (ara Hèlsinki). Tant May com Beatrice van guanyar la Medalla d'Or de la Junta associada per a violí i violoncel, respectivament.
Hugo Becker havia parlat amb Sir Henry Wood de la seva admiració per la interpretació de Beatrice Harrison fins i tot abans del seu debut sota la seva batuta el 1911, interpretant a Dvorak, Haydn i Txaikovski. Wood, Charles Villiers Stanford i Edward Elgar eren tots grans admiradors. Stanford's Ballata and Ballabile, op 160, va ser escrita per a Harrison i es va escoltar per primera vegada el 3 de maig de 1919 a The Wigmore Hall, utilitzant una reducció per a piano. La família Harrison es va fer amistat amb Roger Quilter i el seu cercle (inclosos membres del Grup de Frankfurt) a través dels concerts dels Soldats el 1916. L'11 de març de 1918 Beatrice va interpretar el Concert per a violoncel en si menor de Dvořák amb la Royal Philharmonic Orchestra sota la direcció de Thomas Beecham.
Primeres actuacions del repertori Delius

El concert d'Elgar

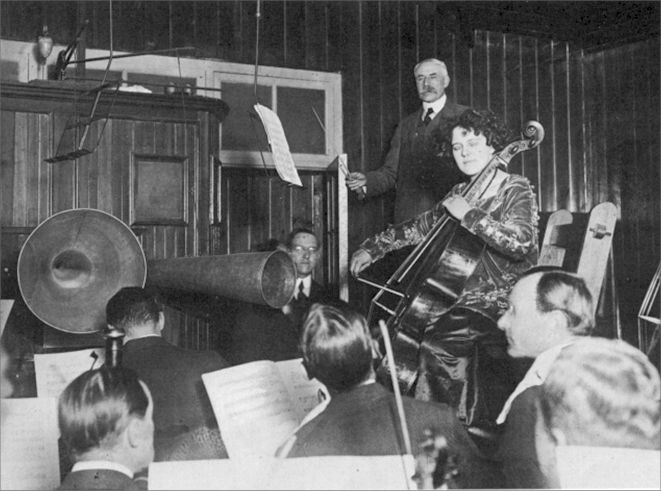
Harrison i Elgar a la sessió d'enregistrament del Concert per a violoncel d'Elgar, a l'estudi His Master's Voice, novembre de 1920.
Harrison va donar la primera actuació al festival del Concert per a violoncel d'Edward Elgar fora de Londres, al "Three Choirs Festival" de Hereford el 1921. El 1924, havia fet una gira per Europa i Amèrica, i el novembre de 1925, va tornar a la Royal Philharmonic per a un concert de tot Elgar, interpretant el Concert per a violoncel sota la direcció d'Elgar. Elgar havia demanat específicament que fos la solista sempre que dirigís la peça, després que l'hagués estudiat amb ell abans de fer un enregistrament pre-elèctric abreujat. En aquest esdeveniment, Sir Edward va rebre la Medalla d'Or per Henry Wood en nom de la Societat. Un o dos anys més tard, amb l'arribada de l'enregistrament elèctric que millorava les capacitats tècniques del gramòfon, Beatrice Harrison va ser seleccionada per fer l'enregistrament "oficial" de His Master's Voice del concert amb la direcció d'Elgar.
El 1929 al festival de Harrogate va col·laborar en un concert del festival d'obres associades al grup de Frankfurt (Quilter i col·legues), i el 1933 Quilter va reorganitzar-li el seu L'Amour de moy per a una emissió.
"... un rossinyol cantant amb ella"

Les actuacions de Harrison es van fer molt conegudes a través de la transmissió en els primers dies de la ràdio sonora de la BBC. Va fer una de les primeres emissions exteriors en directe de la BBC el maig de 1924 quan es va asseure i va tocar el violoncel al jardí de la seva casa Foyle Riding[a] a Oxted, fent duet amb rossinyols. «Uns anys més tard, His Master's Voice va fer enregistraments de Beatrice Harrison amb els rossinyols. Aquests es van posar a disposició en els discos de gramòfon de goma laca estàndard de 10 polzades i van resultar extremadament populars." Aquests enregistraments es van fer el 3 de maig de 1927 amb una altra sessió el 9 de maig de 1927. Els primers enregistraments publicats es van posar a la venda el juny de 1927 i incloïen la cançó popular nord-irlandesa, Londonderry Air Boyd, la parella de l'òpera de Danny Boy hindune, juntament amb Chant Hindu de l'òpera Sadko (Rimsky-Korsakov) emesa a His Master's Voice B2470, juntament amb un enregistrament de rossinyols cantants juntament amb un paisatge sonor titulat Dawn in an Old World Garden emès a His Master's Voice B 2469. L'enregistrament, es va publicar amb His Master's Voice B2853 i es va posar a la venda el novembre de 1928. També es van publicar registres dels rossinyols cantant sols i del cor de l'alba del jardí d'Harrison.
La BBC no va tenir cap mitjà viable per gravar so fins a 1930. L'abril de 2022, la BBC va utilitzar un dels enregistraments de His Master's Voice de 1927 creient que era el seu propi enregistrament de l'emissió de 1924. Van agreujar aquest error emetent un programa en el qual el professor Tim Birkhead FRS, un convidat del programa, va declarar la seva creença que els duets havien estat falsificats amb l'ús d'un artista de veu que va suggerir que podria ser l'intèrpret de varietats Maude Gould. Encara que aquesta afirmació s'ha informat àmpliament, no s'ha produït cap evidència documental que la sustenti. Els relats contemporanis, incloses les cartes d'Harrison, es mantenen al Museu d'Història de la Música, Dorking, i la violoncel·lista Kate Kennedy diu que aquestes desmenteixen que es va utilitzar un imitador d'ocells.

## Temps de guerra de nou

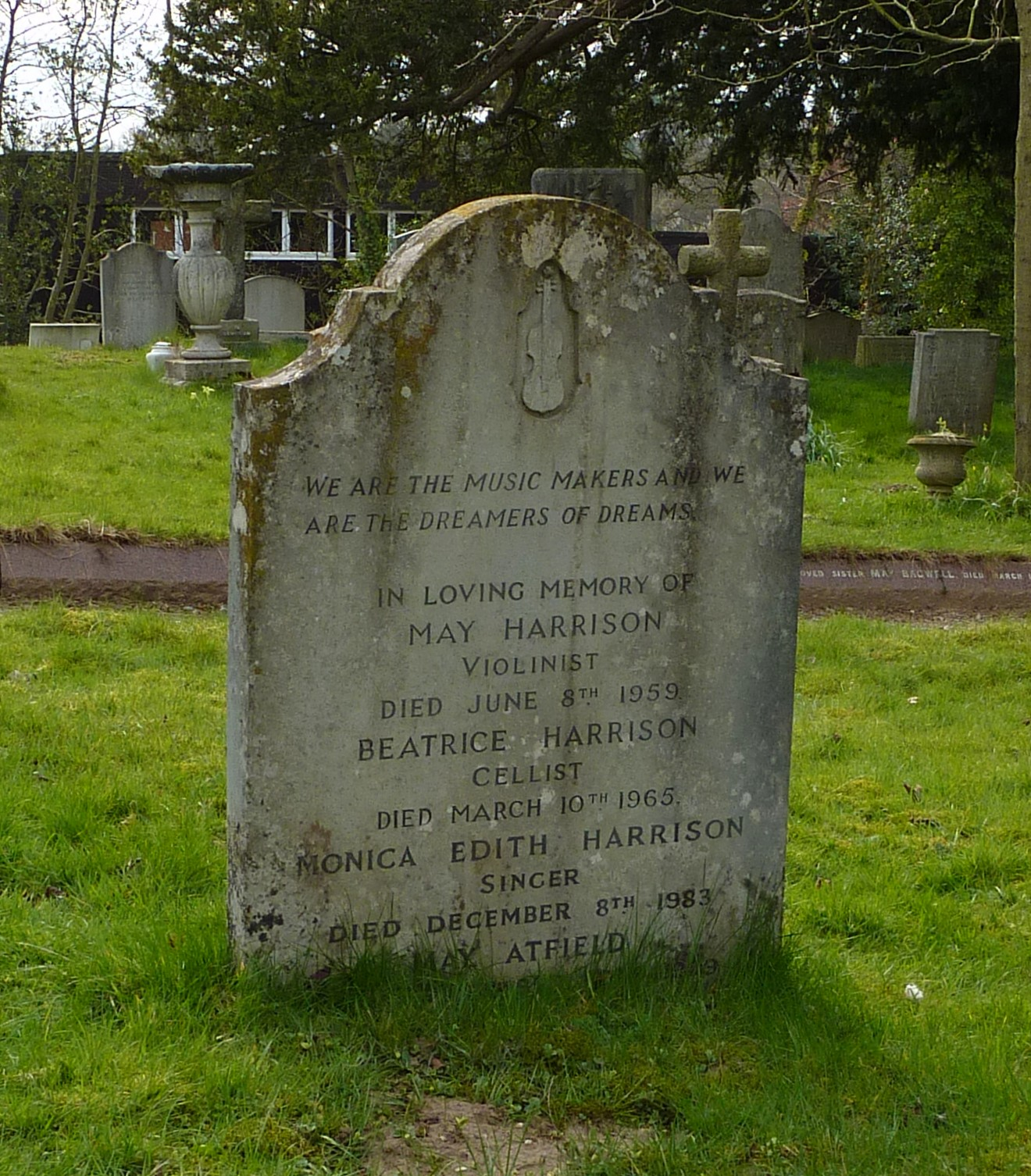
La tomba de Beatrice Harrison a l'església de St Peter a Limpsfield, Surrey, fotografiada el 2013

Potser inevitablement el Concert d'Elgar va ser l'obra amb la qual es va identificar més estretament, sobretot en les seves actuacions per a Henry Wood. Hi va haver una actuació molt exitosa l'agost de 1937, i una altra al Concert d'Elgar del 27 d'agost de 1940, amb la London Symphony Orchestra, a l'antic "Queen's Hall", menys d'un any abans que fos destruït pels bombardejos alemanys. En aquesta ocasió, l'estil de la solista va ser especialment animat, fent que els seus rossets "ballessin" de tal manera que els intèrprets de l'orquestra es distraguessin. Durant el concert, a l'exterior, es va sentir un sonar de trets i a l'interior de la sala va caure guix. Sir Henry va considerar la seva actuació la millor que havia dirigit mai. Va ser una de les solistes angleses que va participar en la darrera temporada de Wood el juliol de 1944, un mes abans de la seva mort.
Beatrice Harrison posseïa i tocava un violoncel fet per Pietro Guarneri (Pietro da Venezia) (1695–1762).
Va morir a Surrey el 1965. Està enterrada al cementiri de St Peter's, Limpsfield, prop de Sir Thomas Beecham i d'altres músics destacats.

## Concert del Centenari
El 9 de desembre de 1992 al Wigmore Hall, el violoncel·lista Julian Lloyd Webber i el pianista John Lenehan van oferir el Concert del Centenari de Beatrice Harrison. El programa consistia en obres especialment relacionades amb el violoncel·lista, com la Sonata per a violoncel de John Ireland (que va estrenar l'abril de 1924), i la Sonata Delius, així com "Pastoral and Reel" de Cyril Scott, que Lloyd Webber va tocar amb la germana de Harrison, Margaret, al piano.

## Enregistraments
(No és una llista completa)

- Elgar: Concert per a violoncel (New Symphony Orchestra cond. per Edward Elgar) His Master's Voice D1507-9 (3 discos, 1928)
- Delius: Cello Sonata (amb Harold Craxton, pno) His Master's Voice D1103-4 (2 discos).
- Delius: Elegie i Caprice (cond. d'orquestra per Eric Fenby) His Master's Voice B3721 (1 disc).
- Delius: Entr'acte i Serenade de Hassan Incidental Music (amb Margaret Harrison, pno). His Master's Voice B3274 (1 registre).
- Nightingales/Londonderry Air/Chant Hindu His Master's Voice B2470 10"
- Alba en un jardí del vell món/Rossinyols His Master's Voice B2469 10"
- Rossinyols/Cançons que em va ensenyar la meva mare, etc. His Master's Voice B2853 102